# Junulara E-Semajno
 (décembre 2024).
La Junulara E-Semajno (« Semaine européenne de la jeunesse ») souvent abrégée en JES (« oui ») est une rencontre européenne espérantophone annuelle d'une semaine organisée autour du nouvel an, conjointement par les associations d'espéranto-jeunes de Pologne (PEJ ou Pola Esperanto-Junularo) et d'Allemagne (GEJ ou Germana Esperanto-Junularo).
La première JES a eu lieu à Zakopane, en Pologne, pour le passage de 2009 à 2010. La deuxième édition à Burg, près de Cottbus en Allemagne en 2010/2011, la troisième à Gdańsk en Pologne en 2011/2012 et la prochaine aura lieu à Naumbourg en Allemagne pour le passage à l'an 2013.
JES résulte du regroupement de deux précédentes manifestations de jeunes espérantophones réunis à l'occasion des fêtes de fin d'année : la AS (Ago-Semajno « Semaine d'action ») de PEJ et le IS (Internacia Seminario « Séminaire international ») de GEJ, qui se sont déroulés séparément jusqu'en 2008-2009, fêtes pendant lesquelles ont eu lieu la 7e AS et le 52e IS. Dans l'idée des organisateurs, JES devrait se tenir chaque année pendant une semaine dans un endroit différent d'Europe centrale, d'où une similitude de forme sinon de saison avec l'IJK (Internacia Junulara Kongreso « Congrès international de la jeunesse »).

## Déroulement
Les deux premières JES se sont déroulées chacune dans des écoles, en regroupant chacune entre 200 et 300 personnes venues de près de 30 pays différents, principalement mais pas seulement européens. Certains participants, qui viennent parfois de très loin, ont pu choisir de faire un voyage ferroviaire groupé dans des karavanoj pour arriver sur le site et en repartir ensuite (notamment la Karavano partant de France, et celle partant d'Ukraine). Le logement sur place est partagé entre une auberge de jeunesse et un dortoir suivant les budgets.

## Programme
Le programme inclut des cours (d'espéranto et d'autres langues, de jonglage, de Kung fu, de danse du ventre, de capoeira...) conférences (sur des sujets aussi divers que La liberté sur Internet, la vie dans les squats, l'énergie nucléaire, les énergies renouvelables, ...), et excursions pendant la journée (avec géocache) et des jeux de sociétés, des projections de films, des pièces de théâtre et des concerts pendant la nuit. Les groupes présents lors des précédentes éditions incluaient La Perdita Generacio, Inicialoj dc, The Heroine Whores, Guillaume Armide (eo), The Modstreets, Lena & Shenja, 42, La Pafklik (eo), ChamäleoTon, Kim J. Henriksen du groupe Amplifiki, Jonny M, etc.

## L'équipe organisatrice
C'est une équipe de quatre experts issus des deux précédentes organisations qui guide l'organisation de JES :
- Julia Hell (présidente de GEJ)
- Łukasz Żebrowski (président de PEJ)
- Rolf Fantom (membre du comité directeur de GEJ chargé des rencontres, organisateur principal de la dernière IS)
- Ireneusz Bobrzak (président du club Varsovia Vento, organisateur principal de la dernière AS)

## Historique des rencontres
| No | Dates                           | Ville          | Pays      |
| -- | ------------------------------- | -------------- | --------- |
| 11 | 27 déc. 2019 – 3 janvier 2020   | Głuchołazy     | Pologne   |
| 10 | 28 déc. 2018 – 4 janvier 2019   | Storkow        | Allemagne |
| 9  | 26 déc. 2017 – 2 janvier 2018   | Szczecin       | Pologne   |
| 8  | 28 déc. 2016 – 4 janvier 2017   | Langwedel      | Allemagne |
| 7  | 27 déc. 2015 – 3 janvier 2016   | Eger           | Hongrie   |
| 6  | 28 déc. 2014 – 4 janvier 2015   | Weißwasser     | Allemagne |
| 5  | 28 déc. 2013 – 4 janvier 2014   | Szczawno-Zdrój | Pologne   |
| 4  | 28 déc. 2012 – 4 janvier 2013   | Naumburg       | Allemagne |
| 3  | 27 déc. 2011 – 1er janvier 2012 | Gdańsk         | Pologne   |
| 2  | 27 déc. 2010 – 2 janvier 2011   | Burg           | Allemagne |
| 1  | 26 déc. 2009 – 3 janvier 2010   | Zakopane       | Pologne   |

## Histoire de l’organisation du rassemblement

### L'Internacia Seminario(Le Séminaire international)
L'Internacia Seminario (IS) était la rencontre de jeunes espérantophones la plus importante qui soit organisée par la Germana Esperanto-Junularo (GEJ, « Jeunesse espérantiste d'Allemagne »), du 27 décembre au 3 janvier, dans une ville différente à la fin de chaque année. Le premier IS a eu lieu en 1957/1958 à Mayence, le 52e et dernier, en 2008/2009, à Biedenkopf. Pendant toute cette période, l'IS s'est constamment déroulé sur le territoire de la République fédérale d'Allemagne.
En plus de conférences et de débats sur le thème qui constituait le cadre du séminaire, on pouvait également bénéficier de conférences plus générales, d'excursions, de concerts et d'autres distractions incluses dans le programme (comme, par exemple, le salon de thé gufujo). Le clou de l'IS, c'était à chaque fois le Bal de la Saint-Sylvestre avec son concours de danse. Au cours du temps, il a perdu son caractère typique de séminaire, si bien que dans les années 1990, on a commencé à l'appeler Internationale Woche (« Semaine Internationale ») en utilisant la langue allemande.

### L'Ago-Semajno(La Semaine d'action)
LAgo-Semajno (AS) était une rencontre d'espérantophones organisée pour le nouvel an par la Pola Esperanto-Junularo (PEJ, « Jeunesse espérantiste de Pologne ») et par le club Varsovia Vento (« Vent de Varsovie »). La première AS s'est tenue du 27 décembre 2002 au 1er janvier 2003 à Zakopane, en Pologne, où avaient déjà eu lieu des rassemblements de jeunes pour les fêtes de fin d'année dans les années 1990. C'est au même endroit qu'ont eu lieu toutes les suivantes, jusqu'à la 5e AS qui s'est tenue, au changement d'année 2006/2007, à Nowy Sącz avec un accroissement étonnamment élevé du nombre de participants atteignant alors plus de 180. Auparavant, il s'est toujours agi d'un petite rencontre réunissant habituellement entre 50 et 80 participants. La tendance à l'augmentation se ressentit aussi pendant la 6e AS à Malbork (avec 228 adhérents) et la 7e AS qui pour la première fois se déroula à l'extérieur du territoire polonais, à Liptovský Mikuláš , en Slovaquie. À l'époque, la Jeunesse espérantophone slovaque (Slovaka Esperanto-Junularo) et le club d'espéranto de Liptova ont participé au travail en commun et, d'après l'annonce faite par les organisateurs, l'AS a par là-même commencé un remarquable voyage à travers les pays d'Europe centrale.

### Les résultats de la scission
Pour la première fois depuis bien longtemps, l'IS a connu une chute du nombre de participants en 2005/2006 quand, lors de la 49e édition à Xanten, seuls quelque 170 espérantophones participèrent au lieu des habituels 280 à 300. L'année suivante, pour le passage de 2006 à 2007, ce nombre a de nouveau augmenté, mais ceci doit être avant tout mis en relation avec le jubilé des 50 ans de l'IS (célébré alors à Wewelsburg) : pour cette occasion, de nombreux hôtes - d'anciens participants et des adhérents actifs de GEJ - furent en effet invités. L'AS de Nowy Sącz qui avait lieu en même temps a connu un accroissement soudain du nombre de ses participants, bien qu'il ne soit pas supérieur à celui de l'IS. Ces deux nombres étaient à peu près égaux pour le passage de 2007 à 2008.
Bien qu'on ait pu constater que l'existence de deux rencontres parallèles pour fêter le nouvel an en Europe - l'une dans la partie occidentale et l'autre dans la partie orientale - avait un effet positif sur le nombre plus important de participants aux deux événements simultanés par rapport à celui qu'avait coutume d'obtenir l'IS auparavant, en général, les participants étaient cependant mécontents de la gêne occasionnée par le choix imposé chaque année à chaque espérantophone de décider à laquelle des deux rencontres il ou elle se rendrait et donc d'effectuer un choix parmi les amis avec lesquels passer le réveillon tout en renonçant à beaucoup d'autres amis dont le choix s'était porté sur l'autre événement. C'est ce qui a conduit, entre autres, à l'émergence d'un "tourisme des manifestations" : des gens désirant faire l'expérience de l'autre manifestation de fin d'année se sont rendus à la manifestation géographiquement la plus lointaine de chez eux, rendant alors la composition du public assistant à chacune des deux manifestations variable et imprévisible.
Cette dualité a causé des problèmes également à TEJO (Tutmonda Esperanta Junulara Organizo « Organisation mondiale des jeunes espérantophones ») qui avait pris l'habitude de rassembler son comité pendant l'IS, mais sans plus pouvoir atteindre son quorum, dans aucune des deux manifestations, depuis que l'AS était devenue populaire. Une réunion du comité de TEJO eut lieu au cours de la 6e AS, mais alors au prix de bien des efforts devant la nécessité de nommer beaucoup de remplaçants pour les membres du comité qui assistaient pendant ce temps à l'IS.
Les organisateurs de l'AS et de l'IS se sont eux aussi, à plusieurs reprises, exprimés en défaveur d'une telle "concurrence non voulue" et ont manifesté une amitié mutuelle et le désir de coopérer, notamment par la vente de T-shirts de l'AS au cours de l'IS, la mise en œuvre de conférences par Skype entre les deux événements et d'autres choses similaires.

### Les débuts de la Junulara E-Semajno

#### Naissance de l'idée
L'idée d'organiser une manifestation commune en remplacement de l'IS et de l'AS a commencé à circuler au travers de propositions faites par plusieurs participants très tôt après le début de la scission, mais pour diverses raisons, telles les subventions gouvernementales reçues par GEJ pour un type de rencontres se déroulant sur le territoire allemand, ce genre de changement ne semblait guère possible dans l'immédiat.
C'est le 4 août 2008, à Duga Resa, en Croatie, qu'apparut l'idée qui devait donner naissance à JES, au cours d'une rencontre internationale nommée MIRO (Magiverda Internacia Renkontiĝo, « cette année-là »). Plus précisément, elle y apparut au bar, où, toute une soirée, les organisateurs en chef de IS et AS, Rolf Fantom et Łukacs Żebrowski, puisèrent leur fructueuse inspiration autour d'un verre. En plus de l'idée elle-même, une stratégie vit aussi le jour pour atteindre le but envisagé. Pendant les semaines qui s'ensuivirent, les deux iniciateurs sondèrent et s'efforcèrent de convaincre des personnes indispensables à la réalisation du projet et il en est résulté une assemblée organisationnelle qui s'est tenue à Berlin, du 25 au 27 septembre 2008, à laquelle participèrent aussi Agneszka Rzetelska (PEJ), Julia Hell (GEJ), Paŭlo Ebermann (GEJ) et Ireneusz Bobrzak (PEJ). C'est là que les comités directeurs de PEJ et GEJ prirent la décision finale concernant la mise en œuvre de JES.

#### Le choix du nom
Pour la nouvelle manifestation, c'est le nom suivant qui a été choisi : "Junulara E-Semajno", orthographié ainsi. Le "E-", dans ce nom, est avant tout une allusion à l'Espéranto, mais peut être le symbole d'autres noms, comme Europe ou Education (l'organisation E@I utilise une stratégie similaire avec son nom). On a expliqué l'adoption d'une telle solution d'abord par sa plus grande adéquation lors de demandes de subventions en dehors du mouvement, là où la seule mention du mot "Esperanto" dans le nom de la manifestation peut susciter des préjugés. C'est pour cette raison que le nom de cette manifestation n'est pas "Junulara Esperanto-Semajno", bien qu'il s'agisse là d'une des significations possibles et qu'il y a eu confusion à ce sujet au commencement.
Un autre nom qu'on a pris en considération, par dérision, est l'abréviation "'OS" pour montrer la continuation de IS (Internacia Seminario) et deAS (Ago-Semajno) qui sont eux-mêmes identiques aux terminaisons verbales du passé (-is) et du présent (-as), constituant ainsi une allusion à la longue histoire du Séminaire international et à la nouveauté de la Semaine d'action, alors que OS est identique à la terminaison du futur, présentant ainsi la nouvelle manifestation comme l'événement du futur. Cependant, dès le départ, cette possibilité n'a pas été considérée avec sérieux et dès le premier entretien, les initiateurs ont porté leur choix sur la dénomination JES.
En outre, la création de JES a provoqué une discussion plaisante (tout d'abord entre les organisateurs de JES et ensuite, après officialisation, entre les participants de IS et de AS) quant à la création d'une manifestation alternative à nommer « NE » (Rappelons qu'en espéranto, ne pouvant signifier « non » est le contraire de jes qui signifie « oui »). Cette abréviation, d'après diverses propositions, pourrait signifier Novjara Esperantumado (« Transhumespérance du nouvel an »), Novjara Evento (« Evénement du nouvel an ») où Nebezonata Evento (« Evénement superflu ») !

#### L'annonce officielle
À l'origine, l'intention était de tenir secrètes toutes les informations concernant JES jusqu'à l'officialisation solennelle. Cependant, le comité directeur de GEJ a fait mention d'un projet de regroupement de l'IS et de l'AS déjà dans son plan de travail pour 2009 présenté au cours de son assemblée générale annuelle, dans l'après-midi du 31 décembre, donc quelques heures avant le regroupement. C'est là qu'après discussion, les membres présents l'ont approuvé dans le cadre du plan de travail pour l'année 2009.
L'officialisation solennelle a eu lieu dans la nuit du nouvel an, le 1er janvier 2009, à minuit trente. C'est alors que dans le même temps, on a annoncé cette décision, pendant le 52e IS à Biedenkopf et pendant la 7e AS à Liptovský Mikuláš, et officialisé l'événement par la présentation d'un petit film au cours duquel l'annonce est proclamée par des organisateurs en chef de JES.

## Autres manifestations d'espérantophones en fin d'année en Europe centrale
D'autres manifestations pour espérantophones auront lieu en Europe centrale pour le changement d'année 2009/2010, en plus de la première JES :
- le 26e « Festival international » (Internacia Festivalo, IF) avec, habituellement, environ 150 adultes, organisé par Hans-Dieter Platz,
- la 8e « Rencontre du Nouvel-An » (Novjara Renkontiĝo) avec environ 60 enfants et jeunes et 80 adultes, et la première « Semaine internationale du Nouvel An » (Novjara Internacia Semajno, NIS) pour adolescents et jeunes adultes, ces deux dernières rencontres étant organisées par l'association EsperantoLand.